# Fellowship (Lizz Wright-album)
Fellowship från 2010 är den amerikanska jazzsångerskan Lizz Wrights fjärde album.

## Låtlista
1. Fellowship (Meshell Ndegeocello) – 3:35
2. (I've Got to Use My) Imagination (Gerry Goffin/Barry Goldberg) – 4:37
3. I Remember, I Believe (Bernice Johnson Reagon) – 5:30
4. God Specializes (Gloria Griffin) – 4:29
5. Gospel Medley: I’ve Got a Feeling, Power Lord, Glory Glory, Up Above My Head, Hold On Just a Little While Longer (trad) – 8:30
6. Sweeping Through the City – 2:26
7. All the Seeds (Angélique Kidjo/Lizz Wright) – 1:18
8. Presence of the Lord (Eric Clapton) – 4:51
9. In From the Storm (Jimi Hendrix) – 3:06
10. Feed the Light (Joan Wasser) – 2:58
11. Oya (Angélique Kidjo/Oya Kupula) – 1:31
12. Amazing Grace (John Newton) – 5:07